# آنیکن هاوگلی
آنیکن هاوگلی (انگلیسی: Anniken Hauglie؛ زاده ۱ مارس ۱۹۷۲) یک سیاستمدار اهل نروژ است.